# Meine Ehre heißt Treue

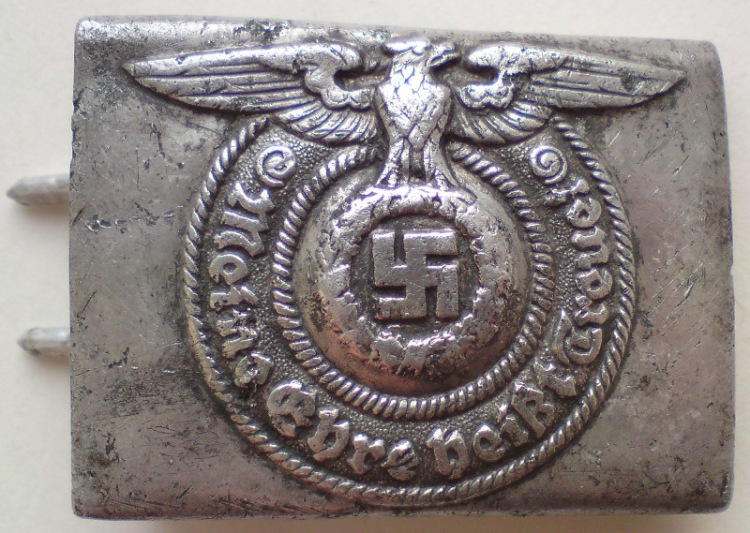
Een gesp met het motto: Meine Ehre heißt Treue.

Meine Ehre heißt Treue (Nederlands: Mijn eer heet trouw) was het motto van de Schutzstaffel (SS). Sinds 1932 werd dit motto op de gesp van de Allgemeine-SS en hun naaste organisaties (SS-Verfügungstruppe, SS-Totenkopfverbände en de later bewapende SS-eenheden en ontstaande Waffen-SS) gedragen. Bij de Wehrmacht luidde het motto: Gott mit uns.
Het SS-motto of variatie hierop is in sommige landen strafbaar, in Duitsland door het Strafgesetzbuch (§ 86a StGB, Verwenden von Kennzeichen verfassungswidriger Organisationen), in Oostenrijk door het Verbotsgesetz 1947.

## Herkomst
Het nationaalsocialisme motto als slogan gaat terug naar een zin van Adolf Hitler. Eenheden van de Berlijnse Sturmabteilung (SA) onder het bevel van Walther Stennes, hadden in 1931 verzocht de Berlijnse gouwleiding te bestormen. Terwijl de gouwleider Joseph Goebbels en zijn staf aan de SA-menigte ontsnapten, verzocht een handvol SS-leden de SA-menigte tegen te houden en werden in elkaar geslagen. Daarmee had de Berlijnse SS onder bevel van Kurt Daluege in de ogen van Hitler een  „onverstoorbare loyaliteit jegens de Führer“ bewezen, en Hitler schreef aan Daluege een bedankbrief voor zijn bewezen diensten. In deze dankbrief schreef Hitler onder andere: „SS-Mann, deine Ehre heißt Treue!“. De SS-chef Heinrich Himmler voerde op grond van deze brief, deze zin kort daarna als SS-motto in.

## Betekenis
Traditionele begrippen zoals „Ehre“ en „Treue“ of ook  „Kameradschaft“, „Gehorsam“ enzovoort, waren overvloedig vervat in de taal van de SS-ideologie. De SS had echter door een specifiek nationaalsocialistisch gebruik aan deze woorden een eigen betekenis verleend. Zo was het begrip „Treue“ alleen op de persoon van Adolf Hitler gericht. Dit kwam onder meer tot uiting in de eed van de SS'ers:
„Wir schwören Dir, Adolf Hitler […] Treue und Tapferkeit. Wir geloben Dir und den von Dir bestimmten Vorgesetzten Gehorsam bis in den Tod […]“
„Wij zweren jou, Adolf Hitler […] trouw en dapperheid. Wij beloven jou, en de meerderen die jij hebt benoemd, Gehoorzaamheid tot in de dood […]“
„Treue“ was volgens de SS-doctrine absolute gehoorzaamheid.
Door de gelijkstelling van de termen „Treue“ en „Ehre“ werd de geloofsbreuk een verlies van eer. Het begrip „Ehre“ verloor daardoor zijn traditionele morele inhoud.
De projectie van een deugd op de Führer was noodzakelijk om onvoorwaardelijke gehoorzaamheid te kunnen bereiken, zelfs bij misdadige bevelen. Dit kon niet door een wet worden afgedwongen. Het vereiste de vrijwillige medewerking van de soldaten, die door een andere uitleg van traditionele idealen bereikt kon worden.